# Ursula Bedners
Ursula Bedners, numele la naștere, Ursula Markus (n. 14 mai 1920, Sighișoara – d. 12 noiembrie 2005, Sighișoara), a fost o poetă, prozatoare și traducătoare de etnie germană din România.
A fost fiica medicului Fritz Markus.
Din 1978, Ursula Bedners a devenit membră a Uniunii Scriitorilor din România.
În 1985 a primit premiul 2 al publicației Karpatenrundschau.  A publicat articole în revistele „Kunst und Kultur“ și Neue Literatur.
Versurile sale au fost traduse în limba română și publicate cu o prefață de Ana Blandiana.

## Scrieri
- Im Netz des Windes, versuri, București, Editura Tineretului, 1969
- Die Schilfinseln, 1973
- Poeme—Poezii traduse în limba română de Adrian Hamzea, Adrian, Editura Kriterion, București, 1974
- Märzlandfahrt: Gedichte, versuri, Editura Kriterion, 1981
- Hinter sieben Bergen. Gedanken, Geschichten, Eindrücke, proză, Editura Kriterion, București, 1986 ; reeditare: Schiller Verlag, 2008, ISBN 3941271008; ISBN-13 9783941271005
- Der Meisterdieb und andere Geschichten aus Siebenbürgen, povestiri, Editura Hora, Sibiu, 2001,  ISBN 9738226074, 9789738226074.

## Traduceri
- Der schluchzende Affe der Leidensweg einer unbeholfenen Familie[2]—Traducere din limba maghiară a romanului lui Tibor Bálint, pentru care a primit în 1980 Premiul Uniunii Scriitorilor din Sibiu